# Хікмет Мірзаєв
Хікмет Мірзаєв (азерб. Hikmət Mirzəyev) — азербайджанський військовий діяч, генерал-лейтенант Збройних Сил Азербайджанської Республіки, командувач Силами спеціального призначення, учасник чотириденної війни у квітні 2016 року та командир військового з'єднання під час Другої карабаської війни.

## Життєпис
Хікмет Мірзаєв народився 29 лютого у Біласуварській області. Брав участь у Першій Карабахській війні і був у складі спеціального батальйону.
Він мав військове звання підполковника за роки президентства національного лідера Гейдара Алієва. Також був удостоєний звання полковника імені Гейдара Алієва. Хікмету Мірзаєву було присвоєно найвище військове звання генерал-майора указом, підписаним Національним лідером Гейдаром Алієвим 19 січня 2002 року. 17 жовтня 2020 року Президент Азербайджанської Республіки Ільхам Алієв нагородив генерал-майора Хікмета Іззет оглу Мірзаєва найвищим військовим званням — генерал-лейтенантом.
Крім того, 24 червня 2003 року Хікмет Мірзаєв указом Гейдара Алієва нагороджений медаллю «За мужність» за особливі заслуги у захисті незалежності та територіальної цілісності Азербайджану, службові обов'язки та виконання покладених на військову частину обов'язків.
Він був одним з керівників військових операцій у Нагірному Карабасі у квітні 2016 та 2020 років. Раніше протягом 27 років керував операцією з визволення Джебраїльського району від окупації. З цієї нагоди Президент зателефонував Мірзаєву та привітав його.
Спецпідрозділи, які зіграли ключову роль у звільненні окупованих територій у битвах у квітні 2016 року, вийшли на військовий парад з нагоди 100-річчя армії у 2018 році під керівництвом генерала Хікмета Мірзаєва.